# Берцхаузен
Берцхаузен (њем. Berzhausen) општина је у њемачкој савезној држави Рајна-Палатинат. Једно је од 119 општинских средишта округа Алтенкирхен (Вестервалд). Према процјени из 2010. у општини је живјело 186 становника. Посједује регионалну шифру (AGS) 7132005.

## Географски и демографски подаци
Берцхаузен се налази у савезној држави Рајна-Палатинат у округу Алтенкирхен (Вестервалд). Општина се налази на надморској висини од 200 метара. Површина општине износи 2,4 km².

## Становништво
У самом мјесту је, према процјени из 2010. године, живјело 186 становника. Просјечна густина становништва износи 78 становника/km².